# Jurakische Sprache
Die jurakische Sprache (Ostnenzisch, auch Jurazisch geschrieben) ist eine der samojedischen Sprachen. Diese bilden gemeinsam mit den finno-ugrischen Sprachen die uralische Sprachfamilie.
Jurakisch gehört zur nordsamojedischen Sprachengruppe. Es wurde in der sibirischen Tundra westlich des Jenissei und in der Region Taimyr östlich des Ural gesprochen. Jurakisch stellte eine dialektale Brücke zwischen Enzisch und Nenzisch dar, wird aber meist als eigene Sprache angesehen.
Jurakisch ist im frühen 19. Jahrhundert ausgestorben. Über die Sprache ist nicht viel bekannt. Eine der wichtigsten Quellen sind die Aufzeichnungen des finnischen Sprachforschers Matthias Alexander Castrén aus der Mitte des 19. Jahrhunderts. Die Sprecher des Jurakischen sind vollständig im Nenzischen aufgegangen.